# Малоархангелка
Малоархангелка — исчезнувшая деревня в Венгеровском районе Новосибирской области России. На момент упразднения входила в состав Мининского сельсовета. Исключена из учётных данных в 1977 году.

## География
Располагалась на крайнем северо-востоке района, на правом берегу реки Тартас, в 6 км к северо-востоку от деревни Тычкино.

## История
Село Мало-Архангельское было основано в 1849 году. В 1928 году состояло из 109 хозяйств. В административном отношении являлась центром Мало-Архангельского сельсовета Спасского района Барабинского округа Сибирского края. В деревне располагались школа 1-й ступени.
Решением Новосибирского облисполкома от 01.12.1977 г. № 799 деревня Малоархангелка исключена из учётных данных как фактически не существующая.

## Население
По переписи 1926 г. в селе проживало 556 человек (275 мужчин и 281 женщина), основное население — русские.